# Margarita de Médici
Margarita de Médici (en italiano, Margherita de' Medici; Florencia, 21 de mayo de 1612-Parma, 6 de febrero de 1679) fue una noble italiana, duquesa consorte de Parma y Piacenza, y esposa de Eduardo I Farnesio. Fue regente de Piacenza en 1635 y regente de todo el ducado en 1646, a la muerte de su marido.

## Primeros años de vida
Margarita era la hija del gran duque Cosme II de Toscana, y de la archiduquesa María Magdalena de Austria (hija del duque Carlos II de Estiria, archiduque de Austria, y de la duquesa María Ana de Baviera, y nieta del emperador Fernando I de Habsburgo).

### Matrimonio e hijos
El matrimonio entre Margarita y Eduardo fue una decisión del duque Ranuccio I Farnesio (padre de Eduardo) para reforzar la alianza entre el Ducado de Parma y el Gran Ducado de Toscana.
El matrimonio fue acordado en 1620. En esa época, los novios tenían apenas 8 años. El matrimonio fue celebrado el 11 de octubre de 1628 en Florencia. Para celebrarlo, en el Teatro Farnese fue representado el espectáculo “Mercurio e Marte” con música de Claudio Monteverdi y letra de Claudio Achillini.
Margarita no era bella, sin embargo era comprensiva, amable, buena y educada perfectamente. A diferencia de sus predecesores, el duque fue muy devoto y fiel con su esposa.

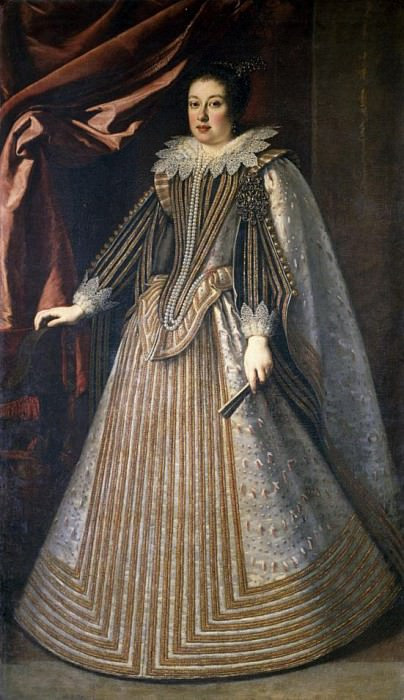
Margarita de Médici, duquesa de Parma, por Justus Sustermans.

De Eduardo I Farnesio tuvo cinco hijos: 
- Ranuccio II (17 de septiembre de 1630-11 de diciembre de 1694), duque de Parma, Piacenza, y Castro.
- Alejandro (10 de enero de 1635-18 de febrero de 1689), general al servicio de los Habsburgo.
- Horacio (1636-18 de julio de 1653), general de la infantería italiana en Dalmacia.
- Catalina (1637-1684), monja carmelita.
- Pedro (20 de abril de 1639-4 de marzo de 1677).

A la muerte de Eduardo, tomó la regencia del ducado representando a su hijo, Ranuccio II.
Margarita murió en Parma a la edad de sesenta y seis años.